# Nephrotoma evittata
Nephrotoma evittata är en tvåvingeart som beskrevs av Alexander 1935. Nephrotoma evittata ingår i släktet Nephrotoma och familjen storharkrankar. Inga underarter finns listade i Catalogue of Life.